# Rivière aux Bluets (Grand lac Saint-François)
Pour les articles homonymes, voir Bleuet.
La rivière aux Bluets est un cours d'eau situé en Estrie au Québec (Canada). qui se jette dans le  Grand lac Saint-François. La rivière aux Bluets traverse le territoire des municipalités de Saint-Hilaire-de-Dorset, Courcelles-Saint-Évariste et Lambton, dans la MRC Le Granit.

## Géographie
Les principaux bassins versants voisins de la Rivière aux Bluets sont :
- côté nord : Petite rivière Muskrat, rivière des Hamel ;
- côté est : rivière de la Grande Coudée, rivière du Petit Portage ;
- côté sud : rivière Ludgine, rivière Madisson, Grand lac Saint-François ;
- côté ouest : rivière Muskrat, rivière de l'Or.

La rivière aux Bluets prend sa source en zone montagneuse dans le 7e rang, au sud du village de Saint-Hilaire-de-Dorset, au nord-est du village de Saint-Sébastien, au nord-ouest de Saint-Ludger, à l'ouest de la rivière de la Grande Coudée et au nord du lac Drolet. Cette zone est située dans la municipalité de Saint-Hilaire-de-Dorset (municipalité régionale de comté (MRC) de Beauce-Sartigan).

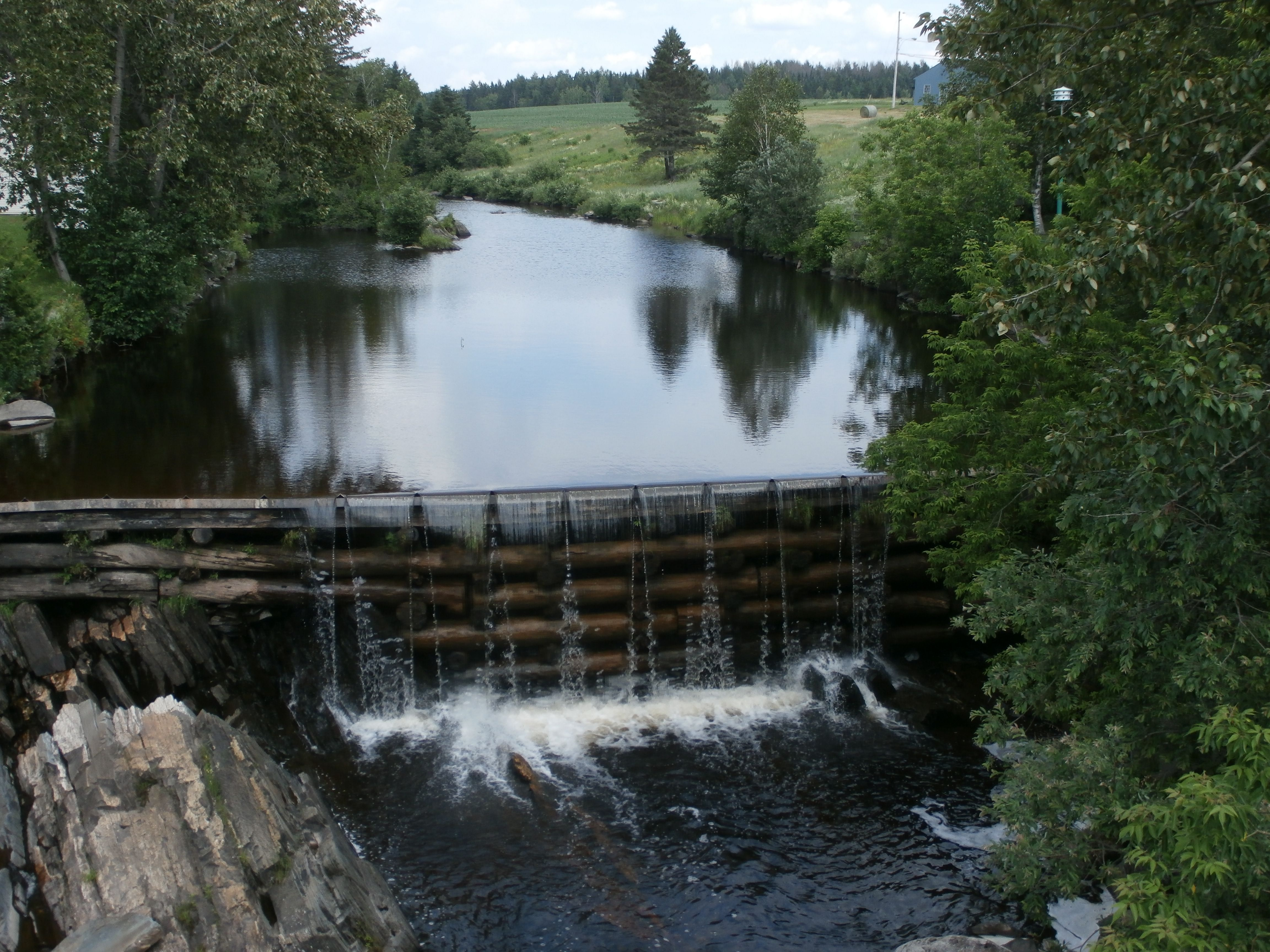
Barrage de la rivière aux Bluets dans le village de Courcelles.

À partir de sa tête, la rivière aux Bluets coule sur 7,7 km vers le nord-ouest, jusqu'à la limite municipale entre Saint-Hilaire-de-Dorset et Courcelles ; sur 7,7 km vers le nord-ouest, jusqu'au pont du village de Courcelles près du moulin Bernier ; sur 0,5 km vers le sud-ouest jusqu'à la confluence avec la rivière aux Bluets Sud située au sud du village.
La rivière poursuit son cours sur 3,2 km vers le nord-ouest en serpentant jusqu'à la route 108 ; sur 8,4 km vers le nord-ouest en serpentant jusqu'au ruisseau Terre Noire (venant du nord-est) ; sur 2,9 km vers le nord ; sur 5,4 km vers l'ouest jusqu'à son embouchure.
L'embouchure de la rivière aux Bluets se déverse au fond d'une baie qui constitue une extension de la rive nord-est du Grand lac Saint-François.

## Toponymie
Le toponyme « Rivière aux Bluets » a été officiellement inscrit le 5 décembre 1968.